# Brachygluta intermedia
Brachygluta intermedia är en skalbaggsart som först beskrevs av Brendel 1866.  Brachygluta intermedia ingår i släktet Brachygluta och familjen kortvingar. Inga underarter finns listade i Catalogue of Life.